# Paul Marie
Paul Marie, né le 24 mars 1995 à Saint-Aubin-des-Bois, est un footballeur français. Il joue au poste d'arrière droit pour le club américain des Earthquakes de San José en Major League Soccer.

## Carrière
Né à Saint-Aubin-des-Bois, dans le Calvados, Paul Marie réalise une partie de sa formation de footballeur à l'US Avranches puis au Stade Malherbe Caen.
En 2014, il part aux États-Unis poursuivre ses études au Newberry College où il continue la pratique du football. L'année suivante, il intègre l'Université internationale de Floride (FIU) où il étudie le management sportif et joue avec l’équipe de football en Division I, le plus haut niveau de sport universitaire de la National Collegiate Athletic Association.
Ses performances lui valent en janvier 2018 d’être sélectionné au 12e rang de la SuperDraft MLS par les Earthquakes de San José. Il est présenté comme un arrière latéral offensif doté de solides qualités techniques et de lecture du jeu. Il est prêté en 2018 au club de la ville évoluant en USL, le Reno 1868 FC. À partir de la saison suivante, il est intégré à l'effectif des Earthquakes et en devient un titulaire régulier à partir de 2021. À l'issue de la saison 2023, alors qu'il compte plus de 100 apparitions en MLS, il signe une nouvelle prolongation de contrat jusqu'en 2026.